# Kew Gardens Hills

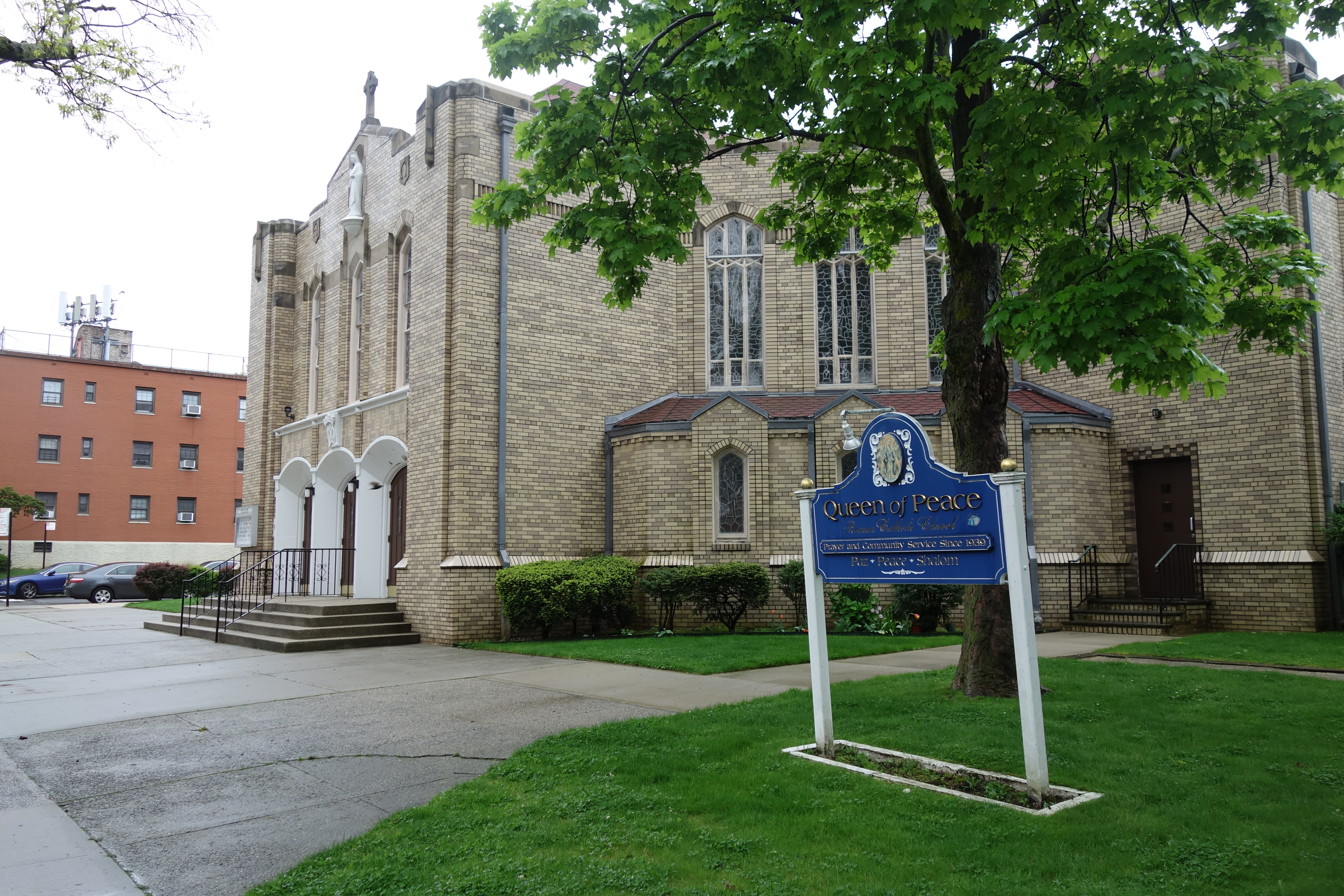
Die Kirche The Queen of Peace an der nordwestlichen Ecke von Main Street und 77th Road in Kew Gardens Hills, Queens.

Kew Gardens Hills ist ein Stadtteil im zentralen Osten des Stadtbezirks Queens, New York City. Das Viertel hat laut Daten aus dem US-Census von 2010 eine Einwohnerzahl von etwa 37.479 Menschen, was einem Anstieg von 4 % gegenüber dem Jahr 2000 entspricht.

## Lage
Kew Gardens Hills grenzt an den Flushing Meadows–Corona Park im Westen, den Long Island Expressway im Norden, die Union Turnpike im Süden sowie Parsons Boulevard und Kissena Boulevard im Osten.

## Demografie
Die Bevölkerung setzt sich aus zahlreichen Gruppen zusammen, darunter jüdische, asiatische, hispanische und afroamerikanische Communities. Das Viertel ist bekannt für zahlreiche Synagogen, Schulen und kulturelle Einrichtungen. Die Wohnbebauung reicht von Einfamilienhäusern über Reihenhäuser bis zu Apartmentanlagen.

## Geschichte
Die Geschichte von Kew Gardens Hills reicht bis in die Kolonialzeit zurück. Das Gebiet war ursprünglich als Head of the Vleigh bekannt und beherbergte die 100 Hektar große Spring Hill Farm, die unter anderem Francis Lewis, einem Unterzeichner der Unabhängigkeitserklärung, gehörte. Später wurde das Land von verschiedenen Familien genutzt und entwickelte sich im 20. Jahrhundert durch den Bau von Country Clubs und Wohnsiedlungen weiter. Mit dem Ausbau der U-Bahn und der Umbenennung in Kew Gardens Hills – inspiriert vom Londoner botanischen Garten Kew Gardens – wurde das Viertel ab den 1930er Jahren gezielt als Wohngegend für wohlhabende New Yorker entwickelt. Die jüdische Gemeinde wuchs nach dem Zweiten Weltkrieg stark an, was das Viertel bis heute prägt.

## Berühmte Persönlichkeiten
Zu den bekannten Persönlichkeiten aus Kew Gardens Hills zählen der Nobelpreisträger Paul Krugman und der Komiker Jerry Seinfeld, die beide in Kew Gardens Hills aufwuchsen.